# Ataque de Zhuhai em 2024

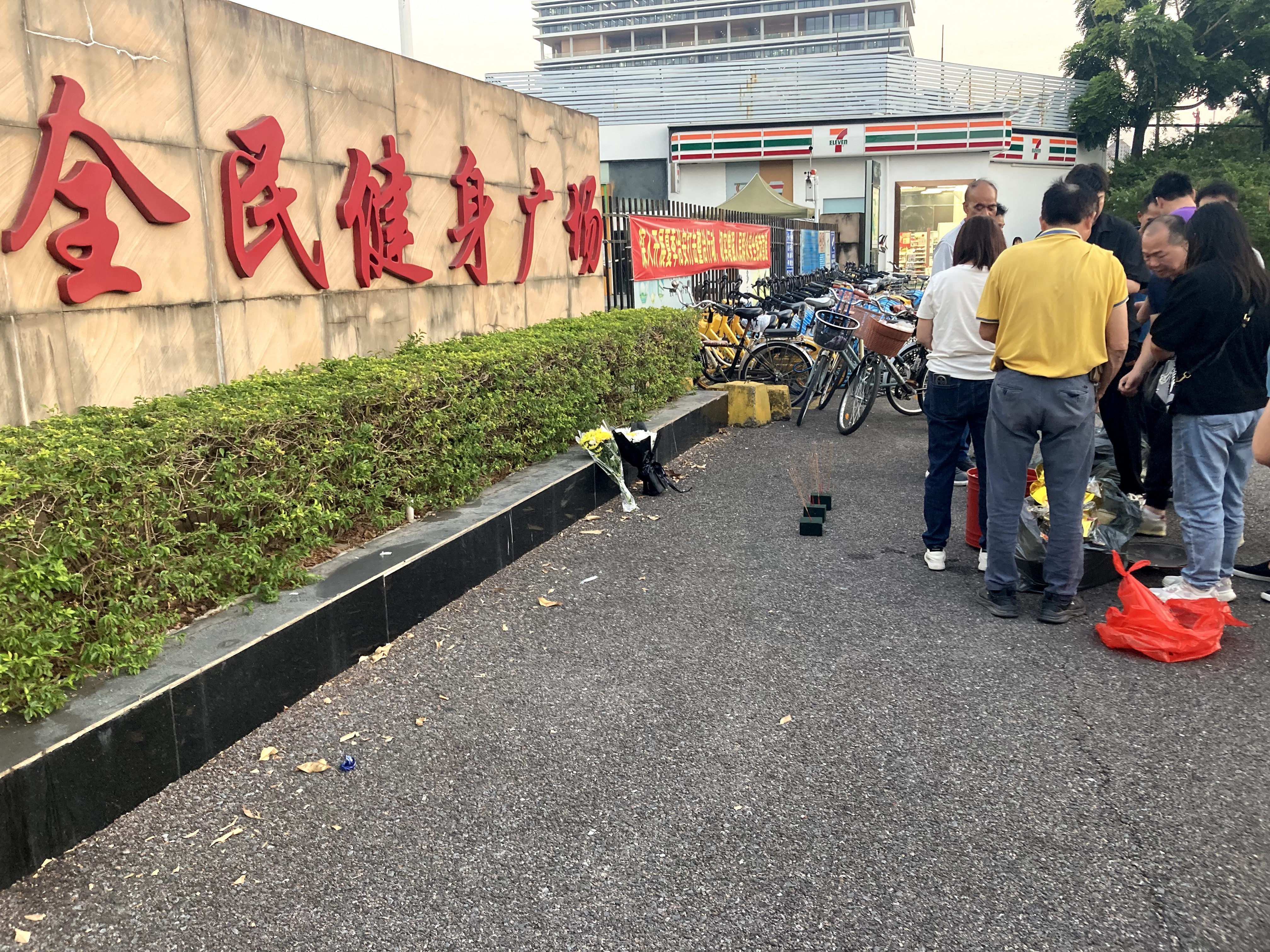
Enlutados no portão oeste do Centro Esportivo de Zhuhai no dia seguinte ao ataque

O ataque de Zunhai ocorreu 11 de novembro de 2024, um homem dirigiu seu SUV contra pessoas na pista de exercícios do centro esportivo de Zhuhai, Guangdong, China, matando 35 e ferindo mais 43. O motorista tentou então cometer suicídio cortando-se com uma faca; ele foi detido e enviado para um hospital. Acredita-se que o homem tenha sido motivado pela raiva causada por um recente acordo de divórcio.
Vídeos e cobertura do ataque foram censurados online. Os detalhes sobre isso não foram divulgados até o dia seguinte, um atraso que atraiu fortes críticas nas plataformas de mídia social chinesas.
É o ataque de atropelamento mais mortal na China desde o ataque de Ürümqi em maio de 2014.

## Ataque

Um mapa do centro esportivo. O caminho que o motorista percorreu na pista de caminhada está marcado em vermelho.

Houve um reforço da segurança em Zhuhai, que iria acolher no dia seguinte um importante espectáculo aéreo civil e militar, a Exposição Internacional de Aviação e Aeroespacial da China (Zhuhai Airshow).
Por volta das 19:48 (GMT+8) do dia 11 de novembro de 2024, o agressor dirigia um SUV a 70–80 quilômetros por hora (43–50 mph) em pessoas enquanto cerca de 300 delas se exercitavam na pista de corrida do Centro Esportivo de Zhuhai. Uma testemunha ocular disse que o motorista dirigiu em círculos na pista de corrida, atingindo muitas pessoas.
Algumas vítimas usavam uniformes esportivos de um grupo de exercícios local. Segundo uma testemunha, a maioria das vítimas eram pessoas de meia-idade ou idosas em grupos de exercícios. Normalmente havia seis ou sete grupos caminhando no complexo esportivo todos os dias, acompanhados de música, que pode ter abafado os sons iniciais do ataque, deixando às pessoas pouco tempo para reagir.
O arquiteto que projetou o centro de fitness disse ao jornal singapurense Lianhe Zaobao que veículos não são permitidos na pista, que tem postes de pedra e cercas ao redor. Ele suspeitou que o agressor entrou na área vindo do outro lado do estádio.
Em 12 de novembro, a polícia de Zhuhai disse que o ataque resultou em 35 mortos e 43 feridos. Em 13 de novembro, o Ministério das Relações Exteriores da China afirmou que não havia cidadãos estrangeiros entre as vítimas.

## Suspeito
De acordo com um comunicado da polícia, o suspeito era um homem divorciado de 62 anos de idade com o sobrenome Fan (em chinês:  樊). Ele foi preso ao tentar fugir do local. Ele foi encontrado inconsciente com ferimentos no pescoço consistentes com automutilação em seu carro e foi levado ao hospital para tratamento. A polícia disse que Fan entrou em coma após se cortar no pescoço e no peito com uma faca. Os primeiros relatos afirmaram que o ataque resultou do descontentamento com o acordo financeiro do seu divórcio. Os jornalistas notaram que a crise econômica da China pode ser um fator contribuinte, sugerindo relações entre a tendência de ataques aleatórios e as crises econômicas e as crescentes pressões sociais do país.
O veículo usado no ataque foi um Beijing BJ40 comprado em uma concessionária local. O BJ40 é um grande veículo off-road que pesa cerca de 2 toneladas e vale cerca de 200 mil renminbis (31 mil dólares). Fan comprou o carro com um empréstimo uma semana antes do ataque e o pegou em 10 de novembro, um dia antes do ataque.

## Consequências

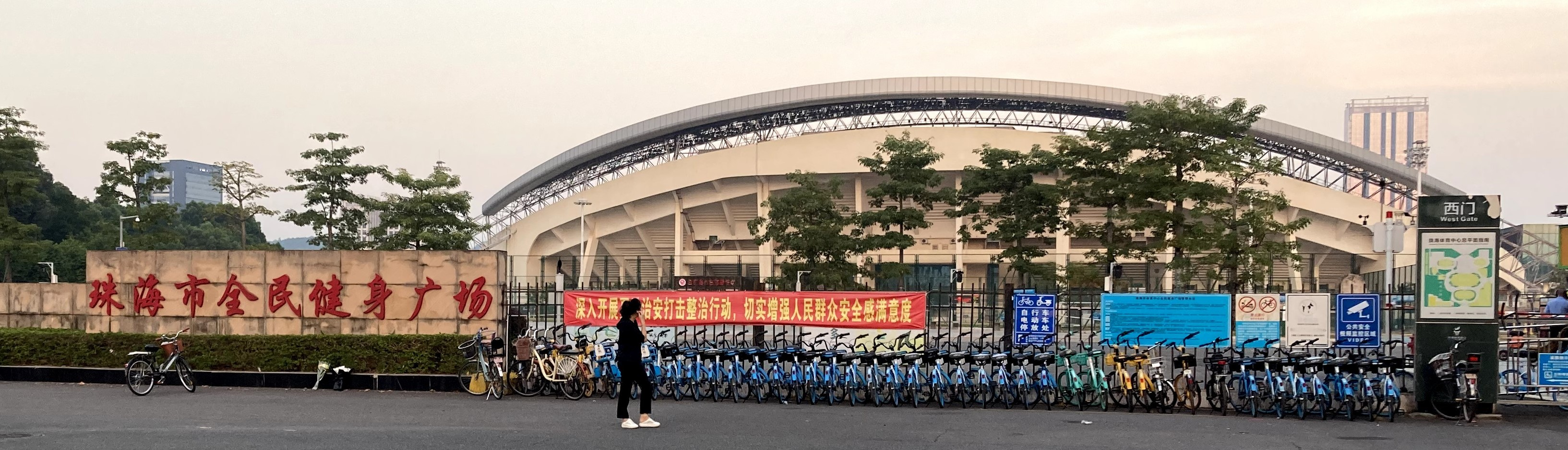
Portão oeste do estádio no dia seguinte ao ataque

Pouco depois do ataque, muitos moradores locais foram aos hospitais e bancos de sangue para doar sangue, formando longas filas durante a noite.
Um memorial improvisado foi criado no local do ataque, mas as autoridades chinesas rapidamente começaram a remover coroas de flores, velas e álcool ali colocados, enquanto isolavam o acesso a uma área de vigília improvisada. A polícia no local disse aos visitantes que havia “forças estrangeiras hostis com intenções maliciosas”, de acordo com o South China Morning Post.
Autoridades locais, incluindo o secretário do Comitê do Partido Comunista Chinês (PCC) e o prefeito, chegaram ao local para supervisionar as operações de resgate e estabelecer uma força-tarefa para agilizar o tratamento médico dos feridos, investigar o ataque e dar suporte às famílias das vítimas. O Centro Esportivo de Zhuhai emitiu um aviso por volta das 21h do dia 11 de novembro, anunciando a suspensão imediata das operações. O Secretário-Geral do PCC, Xi Jinping, juntamente com o Primeiro-Ministro Li Qiang, emitiram directivas na noite de 12 de novembro, apelando a todos os esforços para tratar os feridos, à punição severa dos perpetradores de acordo com a lei e a medidas para mitigar os riscos sociais. Huang Kunming, membro do Politburo do PCC e secretário do PCC em Guangdong, realizou uma série de videoconferências após o ataque, incluindo uma sessão especial do Comitê Provincial de Guangdong para a Construção de uma Guangdong Segura.
Em 12 de novembro, a embaixada do Japão na China alertou seus cidadãos sobre questões de segurança pessoal, aconselhando os japoneses em território chinês a não falarem japonês alto em público. O secretário-chefe do gabinete, Yoshimasa Hayashi, expressou condolências e simpatia pelas vítimas e famílias, e declarou que nenhum cidadão japonês estava entre as vítimas, de acordo com os relatórios atuais.

### Censura pelas autoridades chinesas
As buscas sobre o ataque e o que aconteceu foram originalmente censuradas. Durante as primeiras horas após o ataque, os meios de comunicação chineses foram informados de que não deveriam noticiar o assunto. Artigos e postagens incluindo imagens e vídeos dos eventos no dia do ataque foram censurados durante as primeiras 24 horas após o ataque. Como o ataque ocorreu apenas um dia antes da abertura do Zhuhai Airshow, essas ações causaram mais tensões nas plataformas de mídia social chinesas, com as pessoas ficando irritadas com o atraso nos detalhes sobre o ataque. Uma hashtag que mencionava o número de mortos foi censurada no Weibo, um site de microblog chinês.
Na manhã de 12 de novembro, o Weibo só tinha postagens vagas indicando que algo havia acontecido em Zhuhai.  Enquanto isso, os vídeos se espalharam por X fora da China continental. O professor Li não é seu professor postou um vídeo no X de várias pessoas deitadas no chão e uma mulher gritando de dor enquanto um bombeiro prestava socorro a uma vítima.
Em 12 de novembro, jornalistas da BBC News, incluindo Stephen McDonell, foram interrompidos e empurrados durante a sua cobertura ao vivo por supostos oficiais do PCC que se fizeram passar por locais para impedir a cobertura.  Um repórter da TBS Television tuitou que estava cercado por pessoas enquanto fazia uma reportagem antes de ser levado à polícia, que lhe pediu para apagar todo o seu material. As autoridades locais permaneceram do lado de fora das unidades de cuidados intensivos para onde as vítimas feridas foram levadas após o ataque e impediram os jornalistas de falar com os familiares.
Um pesquisador sobre censura chinesa da Universidade Batista de Hong Kong disse que o controle de informações sobre incidentes com alto número de mortos é normal na China. Ela acreditava que o motivo era reduzir o pânico e a probabilidade de crimes de imitação.